# Marescotti (famiglia)
I Marescotti, o più anticamente Mariscotti, furono un'antica famiglia bolognese di fede ghibellina, con rami a Siena, Roma, Firenze, e in Francia.

## Storia

### Le origini mitiche

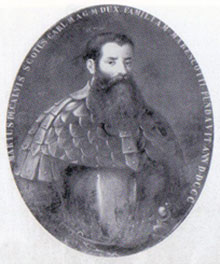
Quadro rappresentante Mario Scoto

Secondo la leggenda le origini dei Marescotti risalgono a Mario Scoto (Marius Scotus, o "Mario lo Scoto"), nato a Galloway, nel sud-ovest della Scozia, nell'VIII secolo.

### Mariscotto, il capostipite bolognese
Il primo appartenente alla famiglia di cui si hanno notizie certe è un Mariscotto che fu console del comune di Bologna e capitano generale nel 1179. Un Raniero Marescotti venne nominato cardinale da papa Lucio II il 18 dicembre 1144 e fu titolare della diaconia dei Santi Sergio e Bacco.
Pietro de' Calvi Marescotti fu podestà di Faenza nel 1185. Il nipote Guglielmo fu podestà di Siena nel 1232, suo figlio Corrado fu Cancelliere dell'imperatore Federico II nel 1249. Alberto Marescotti figlio di Ugolino fu console di Bologna, capitano generale di fanteria di Bologna prese Faenza nel 1281 ed espugnò Imola nel 1290.
Nel 1488 Agamennone e Galeazzo Marescotti presero parte alla tentata congiura dei Malvezzi, ordita allo scopo di assassinare i membri della famiglia Bentivoglio. Agamennone fu poi ucciso nel 1501 da Ermes Bentivoglio assieme al fratello Giasone e ai nipoti Agesilao e Ludovico, poiché accusati di aver pianificato un altro complotto allo scopo di consegnare i Bentivoglio nelle mani delle truppe pontificie di Cesare Borgia.

### Il ramo senese
I Marescotti di Siena, famiglia ghibellina, secondo alcune fonti formatasi con un Guglielmo che fu podestà di Siena nel 1232, portarono come arma la stessa del ramo principale bolognese. Tuttavia, sono documentati a Siena già dal XII secolo; feudatari di Maremma, forse di origine germanica, sarebbero arrivati a Siena da Montepescali. Nel 1147 risulta che un Mariscotto donò al Comune di Siena i suoi possedimenti di Montepescali, mentre il figlio Prete fu console di Siena nel 1194. 
I Marescotti appartennero ai Grandi di Siena e al Monte dei Gentiluomini. Il loro castellare si trovava in via di Città, dove oggi sorge uno dei palazzi più belli di Siena, palazzo Chigi-Saracini. Furono signori di Montalbano, dal nome del feudo di Montalbano in Val di Cecina, tra Castelnuovo di Val di Cecina e Radicondoli. Dai Marescotti senesi derivò anche un ramo di Volterra. Con il matrimonio nel 1572 tra Alamanno Marescotti e Onesta Tolomei derivarono i Marescotti Tolomei. Membro illustre di questa famiglia fu il letterato Lodovico Marescotti, nato a Siena nel 1414 e morto dopo il 1474. Dallo stemma dei Marescotti è originato quello della Nobile Contrada dell'Aquila.

## Signori della Martesana
- Ercole, I signore della Martesana (1438-1518)

## Conti di Vignanello
- Sforza, I conte di Vignanello (m. 1538)
- Alfonso, II conte di Vignanello (m. 1604)
- Marcantonio, III conte di Vignanello (m. 1608)
- Sforza Vicino, IV conte di Vignanello (1589-1652)
- Alessandro, V conte di Vignanello (1628-1703)

Casata confluita nei Marescotti-Ruspoli

## Principi di Parrano
- Orazio, I principe di Parrano (m. 1772)
- Sforza Luigi, II principe di Parrano (1735-1779)
- Francesco, III principe di Parrano (m. 1851)
- Adolfo, IV principe di Parrano
- Augusto, V principe di Parrano (m. 1884)

## Arma
Marescotti di Bologna, di Modena e di Roma